# 에어버스 A320neo 패밀리
에어버스 A320neo 패밀리(영어: Airbus A320neo family)는 에어버스에서 개발한 차세대 협동체 제트 여객기로, neo는 New Engine Option의 약어다. 이전에 제작된 항공기는 A320ceo로 불리며, ceo는 Current Engine Option이라는 명칭을 담고 있다.
기존 A320을 대체하는 기종으로 2010년 12월 1일 초도기가 제작되었으며, 2016년 1월 20일에 루프트한자에 첫 A320neo기가 인도되어 2016년 1월 24일에 상업 운행을 시작하게 되었다. CFM 인터내셔널의 LEAP-1A 엔진과 P&W의 PW1100G 엔진을 사용하여 기존 A320 대비 연료소모율을 15% 낮췄다고 밝혔다.
모델 세부 코드는 LEAP 엔진 적용 시 250N, PW1100G 엔진 적용 시 270N으로 나오며, 캐빈 플렉스 옵션을 추가하면 세부 코드에 X가 추가된 NX로 나온다.
대한민국에서는 양대 국적사가 모두 주문했다. 협동체기로 보잉 737만 운용해 온 대한항공은 에어버스의 협동체 항공기를 처음 도입했으며, 아시아나항공이 2019년 8월 1일에 국내 첫 에어버스 A320neo 항공기들 중 하나인 에어버스 A321neo를 인도받았다.

## 모델

### 에어버스 A319neo
기존 A319ceo 항공기를 기반으로 제작되었으며 최대 160명의 승객을 수송할 수 있으며 6,940km를 운항할 수 있을 형태로 제작되었다.
에어버스에서 생산하는 전용기 형태인 에어버스 코어포레이트 제트의 ACJ319 항공기도 동일 항공기를 기반으로 제작되며 ACJ319는 최대 12,500km를 운항할 수 있다.

### 에어버스 A320neo
기존 A320-200 항공기를 기반으로 제작되었다.
최대 195명의 승객을 싣고 6,500km를 운항할 수 있게 설계되었다. 에어버스는 이러한 고성능 항공기를 군용기 버전으로 제작할 계획을 가지고 있으며 A320M3A라는 이름을 부여할 예정이다. 이는 해상초계기나 공중조기경보통제기 형태로 제작될 계획이라 한다.

### 에어버스 A321neo
해당 시리즈 중 가장 인기있는 모델이며 이전 모델인 A321ceo 주문량을 넘어섰다. 기존의 A321ceo 항공기를 대체하기 위하여 제작되었으며, 최대 240명의 승객을 싣고 7,400km를 운항할 수 있다. 에어버스 A310, 보잉 767을 운용하는 항공사들의 항공기 대체를 위해 주문을 대거 하였으며 하와이안 항공은 해당 항공기를 이용, 하와이에서 미 본토행 국내선에 주로 투입하고 있다. A321neo 항공기는 항공사 요청에 따라 비상탈출구 구조 변경이 가능하도록 되어 있으며 이로 인한 수송량 증대 효과를 거두는데 이는 Airbus Cabin Flex (ACF)라 불린다.
대한항공과 아시아나항공이 이 기종을 모두 주문했다. 엔진은 서로 다른데, 아시아나항공은 LEAP을 선택했고 대한항공은 PW1100G를 선택했다.

### 에어버스 A321neo/LR
A321neo의 성능을 개량한 버전으로 3개의 추가연료탱크와 최대이륙중량을 늘린 모델이다. 보잉 737 MAX의 경쟁 기종이며, 보잉 757의 대체 항공기로 거론되고 있다.
기존 A321neo 항공기에 비해 10% 더 긴 항속거리를 가지고 있어서 대륙간 운항이 가능하다. 본래 프리메라 에어가 최초 주문사였지만, 해당 항공사가 도산함에 따라 다음 주문 항공사인 아키아 이스라엘 항공이 최초 주문 항공사로 첫 상업 운항을 하게 되었다. 아시아권에서는 에어부산이 가장 먼저 주문했다.

### 에어버스 A321neo/XLR
2018년, A321neo/LR 항공기의 항속거리를 추가 연장한 버전으로 최대 9,300km를 운항할 수 있도록 설계되었다. 해당 항공기는 2019년 파리 에어쇼에서 최초로 공개되었으며 중동항공이 최초 주문 항공사로 4대를 주문하였고 제트블루 항공, 사우디아 항공을 비롯한 여러 항공사들이 주문했다.

## 제원
|                  | A319neo                                                                          | A320neo                                                 | A321neo / A321LRneo                                                                           |
| ---------------- | -------------------------------------------------------------------------------- | ------------------------------------------------------- | --------------------------------------------------------------------------------------------- |
| 파일럿           | 2                                                                                | 2                                                       | 2                                                                                             |
| 승객 수용량      | 160 (1-클래스, 최대) 140 (2-클래스)                                              | 195 (증명서) 189 (1-클래스, 최대) 165 (2-클래스)        | 240 (1-클래스, 최대) 206 (2-클래스, A321LR)                                                   |
| 좌석 간격        |                                                                                  | 28 in (71 cm), 29 in (74 cm) (1-클래스, 최대)           | 28 in (71 cm), 30 in (76 cm) (1-클래스, 최대) 36 in (91 cm) & 30 in (76 cm) (2-class, A321LR) |
| 좌석 폭          | 이코노미 6개 좌석 정렬 기준: 18 in (46 cm)                                       | 이코노미 6개 좌석 정렬 기준: 18 in (46 cm)              | 이코노미 6개 좌석 정렬 기준: 18 in (46 cm)                                                    |
| 화물 적재량      | 27.0 m³                                                                          | 27.0 m³                                                 | 51.0 m³                                                                                       |
| 동체 길이        | 33.84 m                                                                          | 37.57 m                                                 | 44.51 m                                                                                       |
| 날개 길이        | 35.80 m                                                                          | 35.80 m                                                 | 35.80 m                                                                                       |
| 높이             | 11.76 m(건물4층높이)                                                             | 11.76 m(건물4층높이)                                    | 11.76 m(건물4층높이)                                                                          |
| 동체 폭          | 3.95 m                                                                           | 3.95 m                                                  | 3.95 m                                                                                        |
| 동체 높이        | 4.14 m                                                                           | 4.14 m                                                  | 4.14 m                                                                                        |
| 실내 폭          | 3.7 m                                                                            | 3.7 m                                                   | 3.7 m                                                                                         |
| 순항 속도        | 마하 0.78 (828 km/h/511 mph at 11,000 m/36,000 ft)                               | 마하 0.78 (828 km/h/511 mph at 11,000 m/36,000 ft)      | 마하 0.78 (828 km/h/511 mph at 11,000 m/36,000 ft)                                            |
| 최대 속도        | 마하 0.82 (871 km/h/537 mph at 11,000 m/36,000 ft)                               | 마하 0.82 (871 km/h/537 mph at 11,000 m/36,000 ft)      | 마하 0.82 (871 km/h/537 mph at 11,000 m/36,000 ft)                                            |
| 최대 착륙 중량   | 63.9 t (141,000 lb)                                                              | 67.4 t (149,000 lb)                                     | 79.2 t (175,000 lb)                                                                           |
| 최대 이륙 중량   | 75.5 t (166,000 lb)                                                              | 79 t (174,000 lb)                                       | 93.5 t (206,000 lb) A321LR: 97 t (214,000 lb)                                                 |
| 최대 연료 적재량 | 23859L 29659L                                                                    | 23859L 29659L                                           | 23700L 29684L 32676L A321LR                                                                   |
| 항속거리         | 4,200 nmi (7,800 km; 4,800 mi)                                                   | 3,700 nmi (6,900 km; 4,300 mi)                          | 3,650 nmi (6,760 km; 4,200 mi) A321LR:4,000 nmi (7,400 km; 4,600 mi)                          |
| 엔진 (×2)        | CFM 인터내셔널 LEAP-1A or P&W PW1100G                                            | CFM 인터내셔널 LEAP-1A or P&W PW1100G                   | CFM 인터내셔널 LEAP-1A or P&W PW1100G                                                         |
| 추력             | PW1124G 24,000Lbf (107 kN) [[CFM 인터내셔널 LEAP\|LEAP-1A24][ 24,500Lbf (109 kN) | PW1127G 27,000Lbf (120 kN) LEAP-1A28 28,000Lbf (125 kN) | PW1133G 33,000Lbf (147 kN) PW1135G 35,000Lbf (156 kN) LEAP-1A32/33 32,900Lbf (146 kN)         |

## 같이 보기
- 에어버스 A320 패밀리